# Amiot 120
Die Amiot 120 war eine Baureihe französischer Flugzeuge, die bei SECM-Amiot ab Mitte der 1920er Jahre gebaut wurden. Am bekanntesten sind der Bomber Amiot 122 BP3 und das Langstreckenflugzeug Amiot 123.

## Entwicklung
Die Amiot 120 war als einmotoriger Doppeldecker-Bomber entworfen wurden. Der erste Prototyp war die Amiot 120 BN2, ein zweisitziger Bomber mit Renault-12Ma-580-PS-Motor (registriert als F-AHCR). Er wurde nicht von den französischen Luftstreitkräften gekauft. Erfolgreicher war die Amiot 122 von 1927 mit Lorraine-18Kd-650-PS-Motor. Sie ging schließlich als dreisitzige Version Amiot 122 BP3 in Produktion. 80 Maschinen gingen an die französische Luftwaffe und fünf Maschinen nach Brasilien.
Eine andere Variante war die Amiot 123 BP3, aber die französische Luftwaffe zeigte kein Interesse. Polnische Offizielle zeigten Interesse an diesem Langstreckenflugzeug für einen Transatlantikflug. Es wurden extra zwei Varianten für Fernflüge 1928/29 erstellt. Beide hatten einen Lorraine-18-Kdrs-Motor, die Erste mit 710 PS und die Zweite mit 785 PS.
Die letzten Varianten waren die Bomber Amiot 124 BP3 und Amiot 125 BP3 von 1931 mit den Motoren Hispano-Suiza 18Sbr (1000 PS) und Renault 18Jbr (700 PS).
Einige Quellen geben an, es gab noch Prototypen der Amiot 121 mit einem Motor Lorraine 18 Kd (650 PS) und der Amiot 126 mit einem Lorraine 18 Gad (700 PS).

## Verwendung

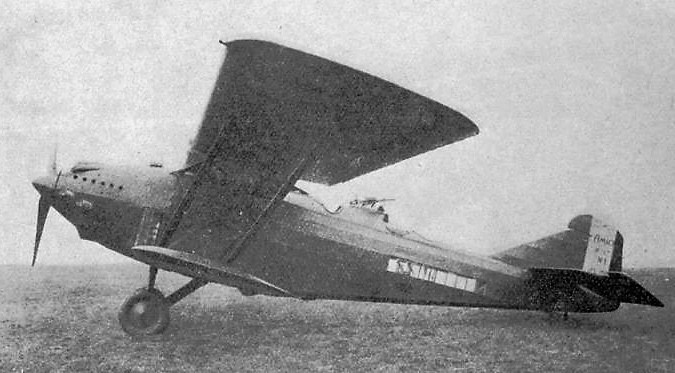
Amiot 122 BP3

Die Amiot 122 wurde zuerst als Langstrecken-Sportflugzeug verwendet. Am 13. September 1927 gab es einen Langstreckenflug um das Mittelmeer mit den Stationen Paris, Wien, Beirut, Kairo, Tunis, Casablanca und wieder Paris. Die Distanz betrug 10.800 km. Am 3. April 1928 flog Leutnant Girardot über die Sahara mit den Stationen Paris, Timbuktu, Dakar und wieder nach Paris über 10.100 km.
80 Amiot 122 BP3 wurden ab 1930 bei der französischen Luftwaffe in Metz eingesetzt. Sie hatte den Spitznamen La Grosse Julie.
In Brasilien waren fünf Amiot 122 (nach brasilianische Quellen: 4) bis 1936 in Einsatz. Eine Maschine wurde bei einem Putschversuch im Juli 1932 verwendet.

## Polnische Transatlantikflugversuche
Die erste Amiot 123 wurde von den polnischen Luftstreitkräften gekauft, um einen Transatlantikflug durchzuführen. Das Flugzeug bekam den Namen Marszałek Piłsudski (Marshall Piłsudski). Die Besatzung waren der Pilot Ludwik Idzikowski und der Navigator Kazimierz Kubala. Der erste Versuch startete am 3. August 1928 von Paris-Le Bourget um 4:45 Uhr morgens, aber der Flug musste nach 3.200 km abgebrochen werden, weil der Öltank ein Leck hatte. Sie mussten nach über der Hälfte der Strecke umdrehen und gegen den Wind fliegen. Schließlich gab der Motor nach 31 Stunden Flug 70 km vor der spanischen Küste auf und sie mussten notwassern. Das deutsche Handelsschiff Samos rettete die beiden Flieger und zog das Flugzeug an Bord.
Idzikowski und Kubala wiederholte den Versuch 1929 mit der zweiten Amiot 123. Sie hob am 13. Juli 1929 um 3:45 Uhr morgens von Le Bourget aus ab. Nach 2.140 km Flug kam es zu Motorstörungen und Motorgeräuschen. Idzikowski entschied sich erst, auf den Azoren auf der Insel Faial zu landen, aber dann entschied er sich für die felsige Insel Graciosa. Bei der Landung krachte das Flugzeug gegen einen Felsen und Idzikowski wurde getötet. Kubala wurde nur leicht verletzt. Das Flugzeug verbrannte bei der Rettungsaktion.

## Beschreibung
- Doppeldecker mit Metallgerüst aus Duraluminium
- Motorabdeckung ebenfalls aus Duraluminium
- festes Fahrwerk

## Technische Daten

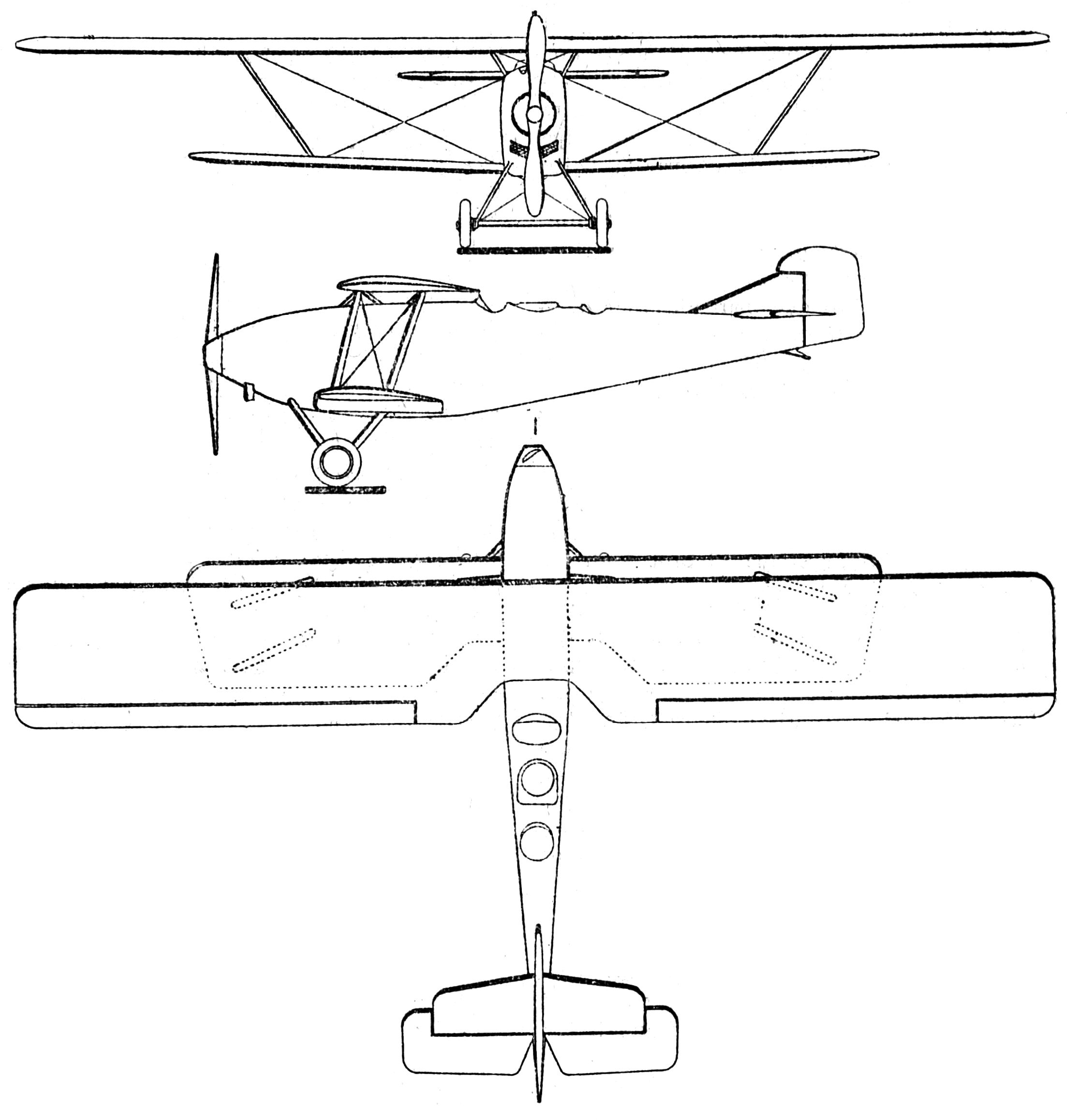
Dreiseitenansicht der Amiot 120

| Kenngröße             | Daten (Amiot 122 BP3)                          |
| --------------------- | ---------------------------------------------- |
| Besatzung             | 3                                              |
| Länge                 | 13,72 m                                        |
| Flügelspannweite      | 21,50 m                                        |
| Tragflügelfläche      | 95 m²                                          |
| Höhe                  | 5,15 m                                         |
| Antrieb               | 1 × Lorraine-Dietrich 18Kd, 650 PS (478 kW)    |
| Höchstgeschwindigkeit | 212 km/h                                       |
| Reichweite            | 1000 km                                        |
| Dienstgipfelhöhe      | 6.200 m                                        |
| Leermasse             | 2800 kg                                        |
| Startmasse            | 4200 kg                                        |
| Bewaffnung            | 2 × 7,7-mm-MG starr, 2 × 7,7 MG, 590 kg Bomben |